# えれにゃん
「えれにゃん」は、小野恵令奈の2枚目のシングル。2012年10月3日にワーナーミュージック・ジャパンから発売された。

## 概要
前作「えれぴょん」から4ヶ月ぶりのソロシングル。通常盤、初回限定盤A、初回限定盤B、初回限定盤C、初回限定盤Dの5形態で発売。
表題曲「えれにゃん」のテーマはネコ。

## 収録曲

### 通常盤
CD
1. えれにゃん [3:52]
  - 作詞：小野恵令奈、作曲・編曲：SmileR
2. 嗚呼、素晴らしきニャン生 [3:39]
  - 作詞・作曲・編曲：Nem
3. 千本桜 [4:01]
  - 作詞・作曲・編曲：黒うさ
4. えれにゃん （off vocal ver.）

### 初回限定盤A
CD
1. えれにゃん
2. 嗚呼、素晴らしきニャン生
3. 千本桜
4. えれにゃん （off vocal ver.）

DVD
1. えれにゃん MUSIC VIDEO
2. えれにゃん MAKING

### 初回限定盤B
CD
1. えれにゃん
2. 嗚呼、素晴らしきニャン生
3. 千本桜
4. えれにゃん （off vocal ver.）

DVD
1. 嗚呼、素晴らしきニャン生 MUSIC VIDEO

### 初回限定盤C
CD
1. えれにゃん
2. たからもの [4:09]
  - 作詞：LITZ、作曲：森慎太郎、編曲：HΛL
3. 千本桜
4. えれにゃん （off vocal ver.）
5. たからもの （off vocal ver.）

DVD
1. えれにゃんジャケット撮影 MAKING

### 初回限定盤D
CD
1. えれにゃん
2. 嗚呼、素晴らしきニャン生
3. 千本桜
4. えれにゃん （off vocal ver.）

DVD
1. えれにゃんとごろにゃん